# Cixidia misbeca
Cixidia misbeca är en insektsart som först beskrevs av Charles Jean-Baptiste Amyot.  Cixidia misbeca ingår i släktet Cixidia och familjen vedstritar.
Artens utbredningsområde är Italien. Inga underarter finns listade i Catalogue of Life.